# 伯特纳姆提德
伯特纳姆提德（羅馬化：Pathanāmthitta，發音：[pɐt̪ːɐnɐn̪d̪iʈːɐ]）是印度喀拉拉邦伯特纳姆提德县的一个城镇。总人口37802（2001年）。

## 人口
该地2001年总人口37802人，其中男性18510人，女性19292人；0—6岁人口3868人，其中男1991人，女1877人；识字率85.21%，其中男性为85.71%，女性为84.74%。